# Charles Penel
 Charles Antoine Louis Penel est un ingénieur et chercheur français, né le 18 décembre 1927 à Valence dans la Drôme et mort le 12 août 2021 à l’hôpital Cochin, dans le 14e arrondissement de Paris. Il a joué un rôle important dans l'élaboration du Palais de la Découverte.

## Biographie

### Jeunesse et formation
Charles Antoine Louis Penel fait ses études primaires puis ses études secondaires au lycée de garçons Émile Loubet dans sa ville natale, où il obtient le prix des sciences. Il s'inscrit en Classe préparatoire scientifique au Lycée Chaptal, en physique et chimie. Cependant, son professeur de mathématiques lui suggère de s’inscrire à l'École Supérieure Technique du Laboratoire (ETSL). Lors de la journée Portes ouvertes, André Léveillé, directeur général du Palais de la Découverte pose une série de questions au jeune Charles Penel qui faisait des démonstrations. A la fin de la journée, il est convoqué par le directeur de l’École qui lui dit : « Vous vous êtes vraiment bien débrouillé. J’ai reçu le directeur du Palais de la Découverte, il m'a dit qu'il voulait vous recruter ».
Dans un audiovisuel qui retrace l'histoire du Palais de la Découverte, produit par le CNRS Images Média en 2003, Charles Penel, alors directeur adjoint du Palais, évoque ses souvenirs, notamment sa première visite au Palais à l'âge de dix ans. Des souvenirs qu'il évoque avec plus de détails encore dans un récit : Je me souviens.

### Carrière
Ingénieur de recherche hors classe au CNRS et directeur adjoint du Palais de la Découverte, Charles Penel a été président de l’Association des écrivains scientifiques de France (A.E.S.F.), président de l’AMCSTI de 1986 à 1988 et de la Société des amis du Palais de la découverte (SAPADE), fondée à l'initiative de Maurice Bayen en 1962, et d'où émerge, entre autres, la création et l'animation du Club Jean-Perrin.
Il représente le Palais de la Découverte aux côtés d'autres organismes de recherche français lors de la réunion constitutive du Comité Nicolas Copernic le 25 mars 1971. Ce comité est créé sous les auspices du Comité national d’histoire et de philosophie des sciences, en vue de faciliter et de coordonner les diverses participations françaises à la commémoration internationale, en 1973, du cinquième centenaire de la naissance de Nicolas Copernic. 
En tant que directeur adjoint du Palais de la Découverte, il est membre du bureau exécutif du Comité national français du conseil international des musées (ICOM) entre 1987 et 1989, trésorier de l'ICOM de 1989 à 1991 et de 1993 à 1996, représentant de l’Association des musées et centres pour le développement de la culture scientifique, technique et industrielle. Son rôle est salué par Jean-Yves Marin, directeur des Musées d'art et d'histoire de Genève, pour sa gestion et son dévouement.

## Au Palais de la Découverte
Ingénieur ESL, il intègre le Palais de la Découverte le 17 avril 1953 et ne le quittera qu'à sa retraite le 1er avril 1990. Il commence en tant que chef des installations mécaniques, homme de confiance d’André Léveillé, puis de tous ses successeurs. Dans La vie scientifique, pour la Revue des deux Mondes, Fernand Lot évoque Le Palais toujours à découvrir et ses acteurs, dont Jean Perrin, André Léveillé, Jean Rose, Charles Penel, Maurice Bayen. Il poursuit sa carrière en tant que Directeur adjoint du Palais de la Découverte, chargé à titre intérimaire des fonctions de Directeur du Palais de la Découverte à compter du 5 décembre 1988.
Au début de sa carrière professionnelle, Adolphe Jean Rose, alors Directeur du Palais, adresse à Claude Chalin, Recteur d’Académie, le 7 novembre 1968 l'évaluation suivante : 
« [...] M. Penel est un ingénieur de tout premier ordre, particulièrement qualifié pour occuper le poste qui lui a été confié au Palais de la Découverte étant donné :
- d'une part, la grande diversité et la complexité des installations scientifiques et techniques dont la présentation et le bon fonctionnement sont d'une importance fondamentale pour que l'Établissement puisse remplir sa mission ;
- d'autre part, la compétence, le dévouement et l'enthousiasme dont a toujours fait preuve ce collaborateur exceptionnel. »

### Parcours
- 1953: Ingénieur chargé de la réalisation de projets de nouvelles expériences au Palais de la Découverte.
- 1956: Responsable du fonctionnement de toutes les installations scientifiques et techniques du Palais de la découverte.
- 1961: Promu directeur adjoint.
- 1988: Directeur par intérim.
- 1990: Directeur adjoint honoraire, admis à la retraite.

## Distinctions
- Médaille d'argent de la Société d'encouragement pour l'industrie nationale, Section arts physiques, en 1965[15].
- Prix Jean-Perrin, en 1978.
- Chevalier de la Légion d'honneur, le 12 décembre 1969, pour son travail effectué au Palais de la Découverte.
- Officier de l'ordre national du Mérite, remise de l'insigne le 30 juillet 1980, par Adolphe Jean Rose, Directeur du Palais de la Découverte[16],[14].
- Commandeur des Palmes académiques, promotion du 14 juillet 1988, page 94, remises le 26 octobre 1988 par Michel Hulin, directeur du Palais de la Découverte.
- Commandeur de l'ordre national du Mérite, distinction demandée par Étienne Guyon[14].

## Filmographie
- 1937 : L'inauguration du Palais de la Découverte, Titre de la série : Palais de la Découverte (Le) / Durée : 00:17:00 / Année de production : 2003 / Support Original : Vidéo DV Cam / Auteur :  Jean-François Ternay. Production : CNRS Images Média[7].

## Publications
- Bibliographie de Jean Rose, directeur du Palais de la Découverte, par Charles Penel dans l'Encyclopædia Universalis[17].
- Je me souviens, par Charles Penel[2].
- Rôle du musée de science et de technique industrielle, par Jean Rose et Charles Penel, janvier-décembre 1973, pp. 45-52[18].
- Classification scheme / Références de classification, Charles Penel, Museum, Vol XXIII, n° 4, 1970-1971, Models of museums of science and technology, pp. 250-273.